# Infalibilidade bíblica
Infalibilidade bíblica é a expressão teológica que descreve a crença de que a Bíblia é isenta de erros em temas de fé e prática. Há uma grande diferença com relação à doutrina da inerrância, segundo a qual a Bíblia não contém erros de espécie alguma.

## Infalibilidade e inerrância
Alguns teólogos e denominações igualam a "Inerrância bíblica" a "Infalibilidade"; Por exemplo, o professor de teologia Stephen Davis sugere: "A Bíblia é inerrante se e somente se não fizer declarações falsas ou enganosas sobre qualquer assunto. A Bíblia é infalível se e somente se não fizer declarações falsas ou enganosas sobre qualquer questão de fé e prática. "
Há uma confusão generalizada entre os círculos evangélicos e cristãos fundamentalistas de que a infalibilidade bíblica significa que "a Bíblia não pode conter erros", enquanto a inerrância implica que "a Bíblia não contém erros". Porém, o conceito de infalibilidade não tem relação com erros, mas sim com a impossibilidade de falha. Usando definições de dicionário não teológicas, Frame (2002) insiste que  infalibilidade  é um termo mais forte do que  inerrância. Inerrante significa que não há erros; infalível significa que não há erros”. No entanto, ele concorda que “os teólogos modernos insistem em redefinir essa palavra também, de modo que na verdade diga menos do que 'inerrância'. Algumas  denominações que ensinam infalibilidade sustentam que os detalhes históricos ou científicos, que podem ser irrelevantes para questões de fé e prática cristã, podem conter erros. Em contraste com a doutrina da inerrância bíblica, que sustenta que os detalhes científicos, geográficos e históricos dos textos bíblicos em seus manuscritos originais são completamente verdadeiros e sem erros, embora as afirmações científicas das escrituras devam ser interpretadas pela natureza  fenomenológica das narrativas bíblicas.